# 飯塚治
飯塚 治（いいづか おさむ、1972年9月27日 - ）は、フリーアナウンサー。

## 来歴・人物
新潟県柏崎市（公式プロフィールは神奈川県横浜市港北区日吉）出身。千葉県立船橋高等学校、早稲田大学教育学部卒業後、1995年4月文化放送に入社。血液型A型。
入社後は、主にスポーツアナウンサーとして活動。アナウンサーとして忘れられない仕事に、ニューヨーク・ヤンキースの松井秀喜のMLB公式戦第1打席を見届けられたことを挙げている。
1998年6月より自身がコーナーパーソナリティを担当していた愛と由美のあぁぁ新天地!でのマイクネームを、本名の飯塚治からズッキーニ飯塚に変更。以後番組終了まで、ズッキーニ飯塚名義で出演した他、ノンコとのび太のアニメスクランブルにピンチヒッターで出演した際もズッキーニ飯塚名義を使用した。
2007年1月から2010年11月までは、他のスポーツアナウンサーと同じく、編成局のスポーツ部へ在籍。スポーツ中継の実況・ベンチレポートなどのに加えて、中継や関連番組の制作・演出業務にも携わっていた。
スポーツ部が報道制作部と統合した2010年12月以降は、編成局の報道スポーツ制作部へ所属。2019年NPBシーズン中（6月末）の人事異動で営業局営業部へ配属されたことを機に、スポーツ担当を含むアナウンス職を離れた。
2020年に文化放送を早期退職。同年8月からは、埼玉西武ライオンズが制作する一・二軍の主管試合中継を皮切りに、スポーツアナウンサーとしての活動を再開している。文化放送が制作する西武戦・ロッテ戦の中継にも、2021年4月から裏送り向け限定で復帰。2024年の年明けからは、文化放送の競合局であるアール・エフ・ラジオ日本のスポーツ中継にも、競馬中継を除いて参加している。

## フリーアナウンサー転向後の主な出演番組
- LIONS BASEBALL L!VE（フジテレビTWO　埼玉西武ライオンズ球団製作・主管試合）
- 埼玉西武ライオンズイースタン・リーグ中継（スポーツライブ+、イージースポーツ　埼玉西武ライオンズ球団製作）
- ジャイアンツ・イースタンリーグ中継（日テレジータス、Hulu　読売ジャイアンツ2軍主管試合）
- プロ野球ニュース20〷（フジテレビONE　試合速報のナレーション 2023年5月から顔出しあり）
- 文化放送制作による裏送りで放送される埼玉西武ライオンズ、千葉ロッテマリーンズ主管試合の対戦相手球団の地元放送局向け中継
- よしもと囲碁将棋バラエティー『イゴナマ!!』（アール・エフ・ラジオ日本　-2024年5月　不定期出演）
- 東京箱根間往復大学駅伝競走　小田原中継所担当（アール・エフ・ラジオ日本　2024年1月2日、3日）
- ラジオ日本ジャイアンツナイター（アール・エフ・ラジオ日本　2024年4月 - ）

## 文化放送アナウンサー時代の担当番組
- 露木茂のHOTほっと土曜ワイド（1999年1月9日～12月18日　アシスタント）
- 情熱のスポーツ（「吉田たかよし プラス!」内）
- サタデースポーツ パラダイス（ナイターオフ限定、土曜17:45～18:00）
- ライオンズエキスプレス スーパーデラックス
- 「秘密の天地無用!」「愛と由美のあぁぁ新天地!」では、ズッキーニ飯塚を名乗り、進行役を務めていた。
- 梶原しげるの本気でDONDON　シャンソン飯塚と名乗り、リポートを担当。
- ノン子とのび太のアニメスクランブル （長谷川太が、オリンピック実況などの出張で代役。ズッキーニ飯塚名義）
- こだわりミュージックBOX 青森放送などへ裏送り
- 星井七瀬 恋愛シミュレーション（月曜26:00 - 26:30）“お節介アナ（またはおっちょこちょいアナ）・飯塚”として登場
- こちら浜松町駅前　文化放送スポーツ部（ナイターオフ限定、月曜18:00-18:30）
- 菅野しろうのアナログ情報バラエティ　しろバラ（番組内のスポーツコーナー「すぽバラ!」「箱根駅伝への道」に、不定期出演）
- サタデースポーツ ニュースショー（2010年10月9日～2011年4月2日　土曜17:45-18:00）
- 吉田照美　ソコダイジナトコ（「7時の情報デリバリー」月曜日　ソコトコ スポーツのコーナーに、不定期出演）
- 文化放送ライオンズナイター
- 文化放送ホームランナイター
- ライオンズエキスプレス
- 飯塚治のスポーツタイム サムスポ
- 東京箱根間往復大学駅伝競走他　スポーツ中継
- プロ野球ニュース（フジテレビONE）

2001 - 2002年までは、文化放送と関係のある、NACK5の埼玉西武ライオンズのプロ野球中継の実況も担当していた。特に、2002年については、月に1回の割合で、実況を担当した（それまでは、実況を担当していなかった）。2003年以降は、主に巨人担当として、ホームランナイターの実況・巨人のベンチレポーターを担当していた。後に、「ライオンズエクスプレス」を担当するなど、実況・取材活動の軸足を再びライオンズへ移していた。